# Retrofuturizem
Retrofuturizem je sodobno umetniško gibanje, za katerega je značilno upodabljanje motivov prihodnosti, kot so si jo predstavljali v preteklih dobah, največkrat v času industrijske revolucije ali v času hladne vojne. Okrog teh dveh obdobij sta se oblikovala dva prepoznavna žanra špekulativne umetnosti, steampunk, ki združuje kulturo viktorijanske dobe z napredno tehnologijo, in dieselpunk, ki namesto tega uporablja »retro« ikonografijo 1940. in 1950. let.
Izraz zajema dva osnovna pomena, ki ju ta slog prepleta: prihodnost s stališča preteklosti in preteklost s stališča prihodnosti. Tako po eni strani omogoča nostalgično podoživljanje optimistične (utopične) predstave prihodnosti, ki je bila značilna za mislece ob začetku dobe skokovitega tehnološkega napredka, hkrati pa lahko služi kot ironičen pogled z vidika današnjih izkušenj na takratne naivne predstave neomejenega napredka, ko se je zdelo, da je tehnika sama po sebi dovolj za zagotovitev družbenega blagostanja. Na ta način se ustvarja napetost med preteklostjo, sedanjostjo in prihodnostjo, kar spodbuja refleksijo ter razmislek o idealih.
Gibanje je našlo svoj izraz v vseh oblikah popularne umetnosti, od znanstvenofantastične književnosti (William Gibson: The Difference Engine), stripov, filmov (Nebeški kapitan in svet prihodnosti) in videoiger (serija Fallout) do likovne umetnosti, arhitekture, industrijskega oblikovanja in mode.